# Gorzków (gmina)
Gorzków – gmina wiejska w województwie lubelskim, w powiecie krasnostawskim. W latach 1975–1998 gmina położona była w województwie zamojskim.
Oficjalna siedziba gminy to Gorzków (nie istnieje taka miejscowość), choć urząd gminy znajduje się we wsi Gorzków-Osada.
Według danych z 30 czerwca 2004 gminę zamieszkiwało 4149 osób.
Za Królestwa Polskiego gmina należała do powiatu krasnostawskiego w guberni lubelskiej. 13 stycznia 1870 do gminy przyłączono pozbawiony praw miejskich Gorzków.

## Struktura powierzchni
Według danych z roku 2002 gmina Gorzków ma obszar 96,19 km², w tym:
- użytki rolne: 85%
- użytki leśne: 10%

Gmina stanowi 8,45% powierzchni powiatu.

## Demografia

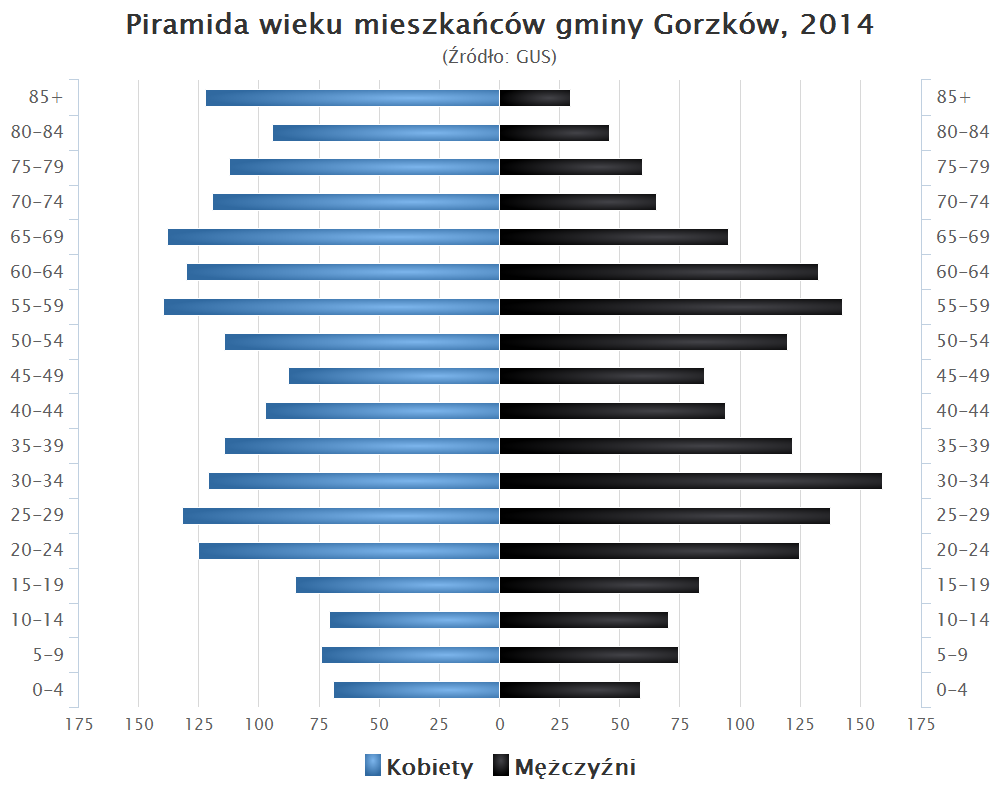
Piramida wieku mieszkańców gminy Gorzków w 2014 roku

Dane z 30 czerwca 2004:
| Opis                              | Ogółem | Ogółem | Kobiety | Kobiety | Mężczyźni | Mężczyźni |
| --------------------------------- | ------ | ------ | ------- | ------- | --------- | --------- |
| jednostka                         | osób   | %      | osób    | %       | osób      | %         |
| populacja                         | 4149   | 100    | 2199    | 53      | 1950      | 47        |
| gęstość zaludnienia (mieszk./km²) | 43,1   | 43,1   | 22,9    | 22,9    | 20,3      | 20,3      |

| Wykaz miejscowości według rodzaju | Wykaz miejscowości według rodzaju | Wykaz miejscowości według rodzaju | Wykaz miejscowości według rodzaju | Wykaz miejscowości według rodzaju | Wykaz miejscowości według rodzaju |
| Nazwa główna                      | Rodzaj                            | Miejscowość podstawowa            | Szerokość geograf.                | Długość geograf.                  | SIMC                              |
| --------------------------------- | --------------------------------- | --------------------------------- | --------------------------------- | --------------------------------- | --------------------------------- |
| Antoniówka                        | wieś                              |                                   | 50°57′34"                         | 22°54′46"                         | 0888215                           |
| Baranica                          | wieś                              |                                   | 50°57′45"                         | 22°57′04"                         | 0888221                           |
| Bobrowe                           | wieś                              |                                   | 50°58′43"                         | 22°59′50"                         | 0888238                           |
| Bogusław                          | wieś                              |                                   | 50°58′24"                         | 22°55′45"                         | 0888244                           |
| Borów                             | wieś                              |                                   | 50°55′48"                         | 22°56′54"                         | 0888250                           |
| Chorupnik                         | wieś                              |                                   | 50°56′11"                         | 22°59′50"                         | 0888280                           |
| Czysta Dębina                     | wieś                              |                                   | 50°56′05"                         | 22°56′28"                         | 0888304                           |
| Czysta Dębina-Kolonia             | wieś                              |                                   | 50°56′07"                         | 22°57′20"                         | 0888310                           |
| Gorzków-Wieś                      | wieś                              |                                   | 50°56′38"                         | 22°59′44"                         | 0888340                           |
| Góry                              | wieś                              |                                   | 50°56′33"                         | 23°00′56"                         | 0888356                           |
| Olesin                            | wieś                              |                                   | 50°58′58"                         | 23°01′07"                         | 0888379                           |
| Orchowiec                         | wieś                              |                                   | 50°59′05"                         | 22°56′44"                         | 0888385                           |
| Piaski Szlacheckie                | wieś                              |                                   | 50°55′27"                         | 23°03′14"                         | 0888391                           |
| Wielkopole                        | wieś                              |                                   | 50°57′32"                         | 23°01′53"                         | 0888416                           |
| Wielobycz                         | wieś                              |                                   | 50°58′04"                         | 23°02′24"                         | 0888422                           |
| Wiśniów                           | wieś                              |                                   | 50°56′56"                         | 23°02′06"                         | 0888439                           |
| Zamostek                          | wieś                              |                                   | 50°56′59"                         | 23°01′04"                         | 0888445                           |
| Baginy                            | przysiólek wsi                    | Orchowiec                         | 51°00′03"                         | 22°57′46"                         | brak                              |
| Gorzków-Osada                     | osada                             | Gorzków-Osada                     | 50°56′48"                         | 23°00′46"                         | 0888333                           |
| Chorupnik-Kolonia                 | kolonia wsi                       | Chorupnik                         | 50°55′55"                         | 23°01′14"                         | 0888296                           |
| Kolonia Bobrowe                   | kolonia wsi                       | Bobrowe                           | 50°58′57"                         | 23°00′36"                         | brak                              |
| Kolonia Gać                       | kolonia wsi                       | Czysta Dębina-Kolonia             | 50°57′08"                         | 22°57′30"                         | brak                              |
| Kolonia Gorzków                   | kolonia wsi                       | Gorzków-Wieś                      | 50°56′18"                         | 22°58′56"                         | brak                              |
| Kolonia Orchowiec                 | kolonia wsi                       | Orchowiec                         | 50°59′18"                         | 22°56′02"                         | brak                              |
| Kolonia Wielobycz                 | kolonia wsi                       | Wielobycz                         | 50°58′47"                         | 23°01′49"                         | brak                              |
| Borów-Kolonia                     | kolonia                           | Borów-Kolonia                     | 50°55′37"                         | 22°57′57"                         | 0888267                           |
| Borsuk                            | kolonia                           | Borsuk                            | 50°54′25"                         | 23°00′51"                         | 0888273                           |
| Felicjan                          | kolonia                           | Felicjan                          | 50°58′12"                         | 22°58′25"                         | 0888327                           |
| Józefów                           | kolonia                           | Borsuk                            | 50°54′29"                         | 23°00′20"                         | 0888362                           |
| Widniówka                         | kolonia                           | Widniówka                         | 50°57′07"                         | 23°02′46"                         | 0888400                           |
| Wirtka                            | część kolonii                     | Felicjan                          | 50°58′26"                         | 22°57′21"                         | brak                              |
| Zaolzie                           | część kolonii                     | Felicjan                          | 50°58′39"                         | 22°57′40"                         | brak                              |

## Sołectwa
Antoniówka, Baranica, Bobrowe, Bogusław, Borów, Borów-Kolonia, Borsuk, Chorupnik, Czysta Dębina, Czysta Dębina-Kolonia, Felicjan, Gorzków-Osada, Gorzków-Wieś, Góry, Józefów, Olesin, Orchowiec, Piaski Szlacheckie, Widniówka, Wielkopole, Wielobycz, Wiśniów, Zamostek.

## Sąsiednie gminy
Izbica, Krasnystaw, Łopiennik Górny, Rudnik, Rybczewice, Żółkiewka